# Trácia Setentrional

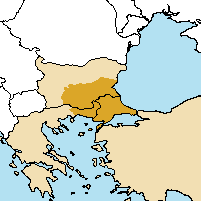
A Trácia Setentrional corresponde ao território da Trácia (hachurado) no território da moderna Bulgária.

Trácia Setentrional (em búlgaro:  Северна Тракия - Severna Trakiya) é a maior subdivisão da região histórica da Trácia, juntamente com a Trácia Ocidental e Trácia Oriental, e a maior delas. A região localiza-se na Bulgária Meridional e refere-se a todo o território circunscrito ao norte pela cordilheira dos Balcãs, a oeste pelo rio Mesta, ao norte das fronteiras com a Grécia e a Turquia e a oeste da costa do mar Negro. A região abrange Sredna Gora, a Planície da Trácia Superior e 90% do Ródope. O clima varia do continental até o montanhoso. Os rios mais importantes da região são o Maritsa e seus afluentes. As cidades mais importantes são Plovedive, Burgas, Stara Zagora, Sliven, Haskovo, Iambol, Pazardzhik, Asenovgrado, Kardzhali, Dimitrovgrad, Kazanlak e Smolyan. 
A região já fez parte dos impérios Búlgaro e Bizantino antes da ocupação gradual otomana no século XIII. Os turcos otomanos criaram a província autônoma da Rumélia Oriental na Trácia Setentrional em 1878. A região foi finalmente anexada ao Reino da Bulgária em 1885.